# Crip Camp
Crip Camp: A Disability Revolution (Brasil: Crip Camp: Revolução pela Inclusão / Portugal: Crip Camp: Uma Revolução na Inclusão) é um documentário americano de 2020 dirigido, escrito e co-produzido por Nicole Newnham e James LeBrecht. Barack e Michelle Obama atuam como produtores executivos sob a bandeira da Higher Ground Productions.
Crip Camp teve sua estreia mundial no Festival de Cinema de Sundance em 23 de janeiro de 2020, onde ganhou o Prêmio do Público. Foi lançado em 25 de março de 2020 pela Netflix e recebeu elogios da crítica. Ele recebeu uma indicação ao Oscar de Melhor Documentário.

## Enredo
O Crip Camp começa em 1971 em Camp Jened, um acampamento de verão em Nova York descrito como um "acampamento livre e de espírito livre projetado para adolescentes com deficiência". Estrelado por Larry Allison, Judith Heumann, James LeBrecht, Denise Sherer Jacobson e Stephen Hofmann, o filme foca nos campistas que se tornaram ativistas do movimento pelos direitos dos deficientes e segue sua luta pela legislação de acessibilidade.

## Produção
A ideia de fazer o filme sobre Camp Jened começou "com um comentário improvisado na hora do almoço". James LeBrecht trabalhou com Nicole Newnham por 15 anos como codiretor. LeBrecht nasceu com espinha bífida e usa uma cadeira de rodas para se locomover. No entanto, ele nunca tinha visto um documentário relacionado ao "trabalho de sua vida como defensor dos direitos das pessoas com deficiência". No final do almoço, LeBrecht disse a Newnham: "Sabe, sempre quis ver esse filme feito sobre meu acampamento de verão", e ela respondeu: "Oh, isso é bom, por quê?". Newnham disse ao The Guardian, "então ele explodiu completamente minha mente" explicando porque ele queria fazer este filme. Newnham disse: 

## Lançamento
Crip Camp teve sua estreia mundial no Festival de Cinema de Sundance em 23 de janeiro de 2020. O filme foi lançado em 25 de março de 2020, pela Netflix. O filme estava programado para ser lançado em um lançamento limitado no mesmo dia, mas o lançamento nos cinemas foi cancelado devido à pandemia de COVID-19.

## Recepção

### Resposta crítica
No agregador de críticas Rotten Tomatoes, o filme tem uma classificação de aprovação de 100% com base em 95 resenhas, com uma classificação média de 8,5 / 10. O consenso dos críticos do site diz: "Tão divertido quanto inspirador, Crip Camp usa a história notável de um grupo para destacar a esperança para o futuro e o poder da comunidade." Metacritic, que usa uma média ponderada, atribuiu ao filme uma pontuação de 86 em 100, baseada em 29 críticos, indicando "aclamação universal".
Peter Travers, da Rolling Stone, escreveu: "este documentário indispensável define o que significa chamar um filme de 'inspirador'." Justin Chang, escrevendo para o Los Angeles Times, disse que "[o filme] transmite uma mensagem bastante contundente". Benjamin Lee, do The Guardian, escreveu: "este filme impactante ilumina uma luta esquecida pela igualdade". Daniel Fienberg, do The Hollywood Reporter, escreveu: "Minha única esperança é que o título de confronto e a marca de Obama não afaste alguns espectadores de uma história que é verdadeiramente apartidária, humana e significativa". Peter Debruge, escrevendo para a Variety, disse: "[o filme] prova ser o mais educacional para aqueles que nasceram em um mundo pós-ADA, um mundo de portas que se abrem e rampas de banheiro acessíveis que levam cadeiras de rodas em consideração".
Richard Lawson, da Vanity Fair, escreveu: "O espírito da revolução - zangado e cheio de bonomia, exigente, mas generoso em seu alcance - está vivo e bem no filme. Como, espera-se, está em todo lugar". Carlos Ríos Espinosa, da Human Rights Watch, escreveu: "O filme me fez perceber a importância de construir espaços para as pessoas com deficiência se organizarem". Katie Rife, do The AV Club, escreveu: "[o filme] servirá como um olhar esclarecedor sobre o quanto mudou nos últimos 50 anos". Jake Coyle, ao escrever para o The Washington Post, escreveu: "[o filme] tem um ponto de partida específico, mas se desenrola como uma crônica mais ampla de uma luta de décadas pelos direitos civis - que recebeu menos atenção do que outras lutas do século 20 por igualdade".

### Prêmios e indicações
| Ano  | Prêmio                                             | Categoria                                     | Resultado | Ref.          |
| ---- | -------------------------------------------------- | --------------------------------------------- | --------- | ------------- |
| 2020 | Festival de Cinema de Sundance                     | Prêmio do Público                             | Venceu    | [ 23 ]        |
| 2020 | Festival de Cinema de Sundance                     | Grande Prêmio do Júri                         | Indicado  | [ 23 ]        |
| 2020 | Festival Internacional de Cinema de Miami          | Melhor Documentário                           | Indicado  | [ 24 ]        |
| 2020 | Festival Internacional de Cinema de Miami          | Prêmio Zeno Mountain                          | Venceu    | [ 24 ]        |
| 2020 | Prêmio Escolha da Crítica                          | Melhor Documentário                           | Indicado  | [ 25 ]        |
| 2021 | International Documentary Association              | Melhor Filme                                  | Venceu    | [ 26 ]        |
| 2021 | Hollywood Music in Media Awards                    | Melhor Trilha sonora original em documentário | Indicado  | [ 27 ]        |
| 2021 | Independent Spirit Awards                          | Melhor Documentário                           | Venceu    | [ 28 ] [ 29 ] |
| 2021 | Prêmios da Academia                                | Melhor Documentário                           | Indicado  | [ 30 ]        |
| 2021 | Prêmio Alfred I. duPont – Universidade de Columbia |                                               | Venceu    | [ 31 ] [ 32 ] |
| 2021 | Austin Film Critics Association                    | Melhor Documentário                           | Indicado  | [ 33 ]        |
| 2021 | Peabody Awards                                     | Homenageado documentário                      | Venceu    | [ 34 ]        |